# Ca l'Ymbern

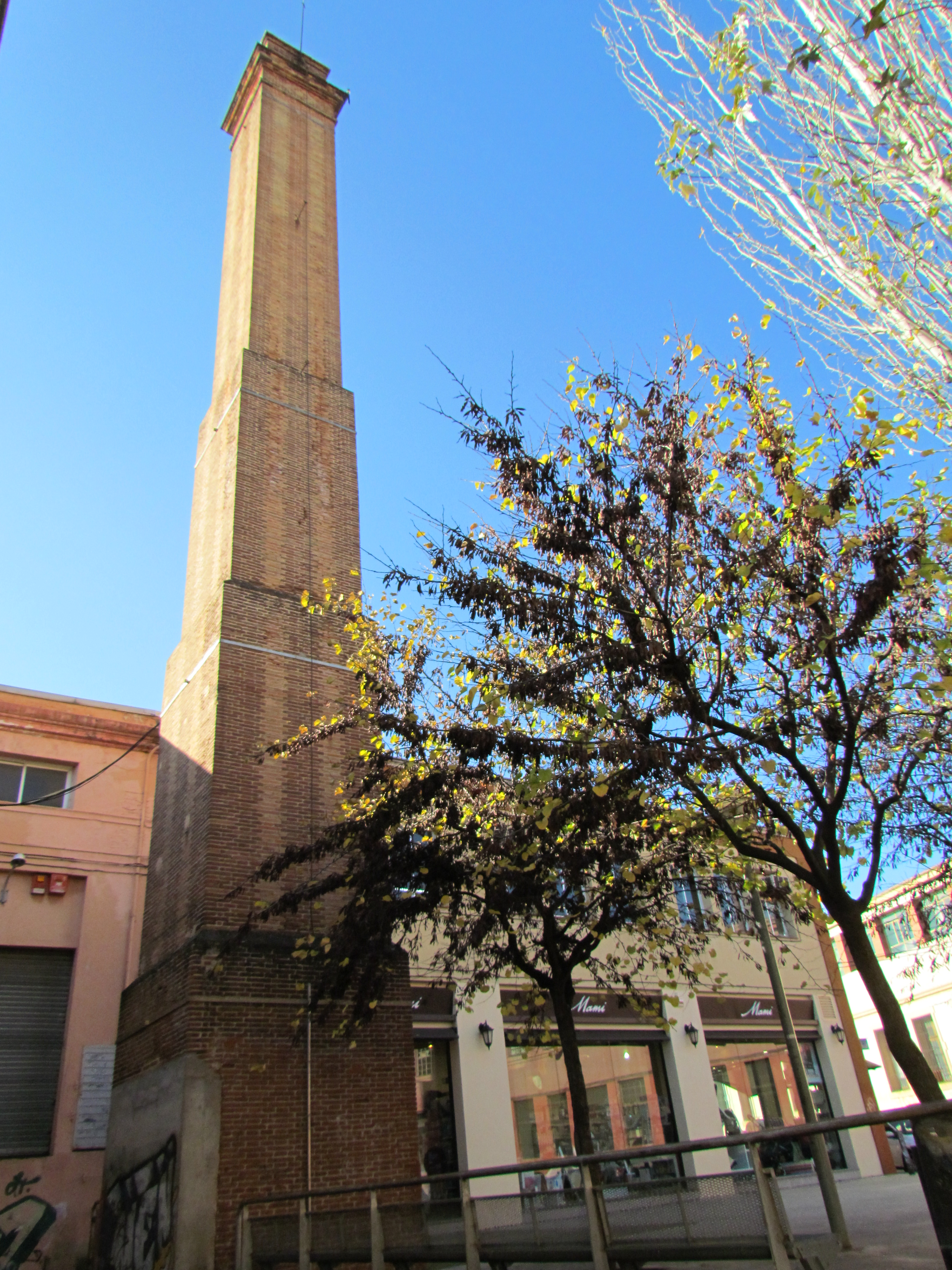
Xemeneia

Ca l'Ymbern, també conegut com a Can Baladia de Dalt, és un edifici industrial entre els carrers de Biada i de Torrijos de Mataró (Maresme), catalogat com a bé cultural d'interès local. Actualment només se'n conserva una part, i la xemeneia al carrer de Miquel Biada.

## Història

### Busqueta i Sala
Jaume Busqueta i Guitart, natural de Sant Llorenç Savall i resident a Barcelona, era comerciant i fabricant de filats de cotó. El 1837 es va associar amb el manresà Ignasi Sala i Basany sota la raó Busqueta i Sala, dedicada a la filatura, tissatge i blanqueig del cotó. Els socis van llogar per cinc anys Mas Fogueras del Torrent, popularment coneguda com a Can Massot, encarregant-se Sala de la direcció tècnica i Busqueta de la comercial.
El 1840 es va constituir una nova companyia amb un capital de 600.000 rals, per bé que amb nous socis: Antoni Sala i Basany (100.000 rals), Pere Rius, de Canyamars (100.000 rals), Silvestre Dalmau, de Canet de Mar (100.000 rals), i Jaume Busqueta i Ignasi Sala hi aportaven 150.000 rals cadascun en maquinària. Busqueta s'encarregaria de les compres de cotó, així com de la venda dels gèneres al seu despatx de la Rambla dels Estudis de Barcelona, on també tenia la seva residència.
La nova fàbrica es va començar a construir el mateix any al carrer de Sant Agustí sens permís d'obres, el que va motivar una sèrie de disputes amb l'Ajuntament. Finalment, la producció es va iniciar el 1844 amb la instal·lació d'una màquina de vapor de 15 CV, que movia les selfactines de filar. Al llarg dels següents anys, la companyia va veure la incorporació de nous socis, com ara el fabricant de filats Jaume Baladia (que el 1844 va substituir Ignasi Sala en la direcció); Ignasi Sanpere, cunyat dels Sala; l'advocat Josep de Caralt i Argila, representat pel seu sogre Josep Matheu i Ribera; i Isidre Sala i Basany, fins a arribar el 1857 a un capital de més de 3,5 milions de rals. Això va permetre ampliar la capacitat productiva amb una màquina de 30 CV, tot i els conflictes laborals, que l'empresa procurava apaivagar ajudant econòmicament els obrers en les èpoques d'atur industrial.
El blanqueig era llogat a la societat Vilaregut i Sala, establerta prop dels Molins d'en Llauder i que fou absorbida el 1851, quan Pau Vilaregut i Albafull hi entrà com a soci. Es van presentar a l'Exposició Universal de París del 1856 amb les seves «busquetes», que eren la seva especialitat, juntament amb els gèneres blancs de cotó.
El 6 d'abril del 1860, divendres Sant, un incendi va destruir una bona part de la maquinària, i la reconstrucció va costar 1.567.640 rals. El 1867, Pau Vilaregut sortí de la societat, que va canviar de denominació a Rius i Sala, sota la gerència de Pere Rius i Vila i Isidre Sala i Basany. El 18 de novembre d'aquell any, Jaume Busqueta morí al seu domicili del carrer del Duc de la Victòria, 5 de Barcelona, i fou succeït pel seu fill Jaume Busqueta i Català.
El 1871, la societat va adquirir als seus creditors l'antiga fàbrica de sabó d'Artigas i Massó (formada per Antoni Artigas i Berenguer i Jaume Massó i Palau), molt propera a la seva, per 2.700 duros.

### Baladia i Sala
Cap al 1872, l'empresa va canviar el nom a Baladia i Sala, amb l'enginyer industrial Jaume Baladia i Marfà (fill d'un dels fundadors) com a director, que també ho era de Sala, Baladia i Coll, dedicada a la fabricació de gèneres de punt a Can Baladia de Baix. En aquesta època, els treballadors anomenaven Can Baladia de Dalt com «la Rússia petita» per la intransigència dels seus amos. El 27 novembre d'aquell any, la fàbrica va ser atacada per un grup de treballadors d'altres fàbriques, que van calar foc a la porta, que es trobava tancada. Els obrers no associats o «esquirols» que hi havia a l'interior respongueren amb trets, i hi hagué un mort i diversos ferits. Aleshores, les autoritats mataronines demanaren ajut a Barcelona i el reberen en forma de forces d'infanteria i de cavalleria, que arribaren en tren.
El 1875, la fàbrica va instal·lar una màquina de vapor Sulzer de 120 CV, la primera de tot l'Estat espanyol. El 1883 es va produir l'explosió de la caldera del blanqueig, que deixà ferit greu l'encarregat i produí destrosses considerables. Poc després, el majordom de la secció de teixits va ser tirotejat per dos pistolers. El 1888, l'empresa rebé una medalla de bronze a l'Exposició Universal de Barcelona pels seus teixits de cotó blanquejats. Aquell mateix any, un antic majordom de la fàbrica va ser detingut per la Guàrdia Civil per la col·locació d'un cartutx de dinamita.
El 1893, Baladia i Sala tenia 16.000 pues de filar i 350 telers, moguts per tres màquines de vapor amb una potència de 300 CV. La seva producció anual era de 450.000 kg de fil i unes 50.000 peces teixides, i hi treballen 450 persones. Aquell mateix any, hi explotà una caldera, causant la mort del director i d'un obrer, i vuit o deu ferits.

### Ymbern SA
Als anys 1920 passà a mans de la societat Ymbern SA. que utilitzava l'electricitat com a força motriu. El 1987, la necessitat de disposar de petits locals industrials i de relligar el sector amb el teixit urbà, va portar a la redacció d'un pla urbanístic per a edificar els terrenys resultants de l'enderrocament de part de la fàbrica.

## Descripció
Es tracta d'una fàbrica de planta baixa, pis i golfes, que presenta una estructura de pilars de fosa i sostres de voltes de maó de pla atirantades. La coberta és a dues aigües amb aiguafons central i està sustentada per encavallades mixtes de ferro i fusta. L'edifici presenta dues torres de sortida a la coberta situades simètricament respecte l'eix central de la façana del carrer de Torrijos.
La xemeneia, a diferència d'altres, a part de ser molt més ample, és quadrada, fet pel qual li dona un aspecte molt semblant a les torratxes acampanades de l'època. És d'obra vista, i de la combinació entre dos tipus de maons de colors diferents, resulta una sanefa a tota l'alçada de la xemeneia que encara li dona un aire més peculiar, ja que els jocs de sanefes i colors a l'obra vista és més propi de les naus industrials que de les xemeneies. Va ser resturada el 1991 amb la col·locació d'unes pletines per a arriostrar-la transversalment i impedir que s'esberlés.